# (33141) 1998 DZ4
1998 DZ4 (asteroide 33141) é um asteroide da cintura principal. Possui uma excentricidade de 0.14816160 e uma inclinação de 2.33397º.
Este asteroide foi descoberto no dia 22 de fevereiro de 1998 por NEAT em Haleakala.